# Zvonička ve Veleslavíně
Zvonička ve Veleslavíně v Praze se nachází na rohu ulic U zvoničky a Veleslavínská v historickém centru obce. Je chráněna jako nemovitá kulturní památka České republiky.

## Historie
Zvonička pochází pravděpodobně z poloviny 19. století.

## Popis
Zděná zvonička stojí na zvýšené části ulice pod mohutným stromem. Stavba na půdorysu mírně zploštělého šestiúhelníku má hladkou fasádu. Při zemi je nízký omítaný sokl. Spodní část stavby zakončuje profilovaná římsa. V čelní straně, obrácené do ulice je vysoký půlkruhově zakončený vstup, který je chráněn jednoduchou novodobou mříží. Nízká střecha nad římsou je zhotovena z naplocho kladených cihel. Z ní uprostřed vyrůstá čtyřboká, obdélná nástavba vlastní zvoničky. Ta je zakončena nízkou stanovou stříškou, krytou taškami. Ve zvoničce visí na dřevěném závěsu zvon. V kratších stranách zvoničky jsou vysoké, půlkruhově zakončené prostupy, v delších bočních stranách jsou půlkruhově zakončené otvory výrazně nižší.